# Paläotempestologie
Die Paläotempestologie ist eine Naturwissenschaft, die sich mit der Rekonstruktion vergangener tropischer Wirbelstürme befasst, und als solche eine Nebendisziplin der Paläoklimatologie ist. Zu den von der Paläotempestologie verwendeten Proxys zählen Sedimentablagerungen, Mikrofossilien (etwa Foraminiferen), Tropfsteine und Korallen.
Zwar gab es erste paläotempestologische Untersuchungen bereits in den 1970ern, doch entwickelte sich die Forschungsrichtung erst nach dem Jahr 2000.